# تپه عشرت‌آباد

## تپه عشرت‌آباد ۱
تپه عشرت اّباد۱ مربوط به دوران‌های تاریخی پس از اسلام است و در شهرستان بوئین‌زهرا، بخش مرکزی، روستای عشرت اّباد واقع شده و این اثر در تاریخ ۲۵ اسفند ۱۳۸۰ با شمارهٔ ثبت ۵۴۷۶ به‌عنوان یکی از آثار ملی ایران به ثبت رسیده است.<

## تپه عشرت‌آباد ۲
تپه عشرت آباد ۲ مربوط به دوران‌های تاریخی پس از اسلام است و در شهرستان بوئین‌زهرا، بخش مرکزی، روستای عشرت اّباد واقع شده و این اثر در تاریخ ۲۵ اسفند ۱۳۸۰ با شمارهٔ ثبت ۵۴۹۰ به‌عنوان یکی از آثار ملی ایران به ثبت رسیده است.